# Lilla Älsjön
Lilla Älsjön är en sjö i Borås kommun i Västergötland och ingår i Viskans huvudavrinningsområde. Sjön är 5,5 meter djup, har en yta på 0,018 kvadratkilometer och är belägen 158 meter över havet.